# Ouadangou
Ouadangou est une commune rurale située dans le département de Bogandé de la province de la Gnagna dans la région de l'Est au Burkina Faso.

## Géographie
Ouadangou se trouve à 6 km au sud de Bogandé. La commune est traversée par la route nationale 18.

## Santé et éducation
Le centre de soins le plus proche de Ouadangou est le centre médical et chirurgical de Bogandé.